# قرار مجلس الأمن التابع للأمم المتحدة رقم 1720
قرار مجلس الأمن التابع للأمم المتحدة رقم 1720، الذي اتخذ بالإجماع في 31 أكتوبر 2006، بعد التذكير بجميع القرارات السابقة بشأن الحالة في الصحراء الغربية، بما في ذلك القرارات 1495 (2003) و1541 (2004) و1675 (2006)، مدد المجلس ولاية بعثة الأمم المتحدة للاستفتاء في الصحراء الغربية (MINURSO) لمدة ستة أشهر حتى 30 أبريل 2007.
من بين الأعضاء الخمسة عشر في مجلس الأمن، وافق 14 منهم على مشروع قرار يتضمن فقرة تعرب عن القلق بشأن انتهاكات المغرب لحقوق الإنسان في الأراضي المحتلة؛ اعترضت فرنسا فقط، وبالتالي حذفت الفقرة من النص النهائي. اقترحت الولايات المتحدة اختتام المهمة خلال المناقشات التي سبقت اعتماد القرار 1720.

## قرار

### أعمال
وطُلب من جميع الأطراف احترام الاتفاقات العسكرية التي تم التوصل إليها مع بعثة الأمم المتحدة للاستفتاء في الصحراء الغربية بشأن وقف إطلاق النار. ودُعيت الدول الأعضاء إلى النظر في المساهمة في تدابير بناء الثقة لتيسير زيادة التواصل بين الأشخاص، مثل الزيارات الأسرية. ومددت ولاية البعثة وأصدر الأمين العام كوفي عنان تعليماته بتقديم تقرير عن الحالة في الصحراء الغربية. وعلاوة على ذلك، أُعطي تعليمات أيضا بضمان الامتثال لسياسة عدم التسامح مطلقاً مع الاستغلال الجنسي بين أفراد البعثة.

## روابط خارجية
- نص القرار في undocs.org